# Trusted Computing
Trusted Computing (TC) – technologia rozwijana i promowana przez Trusted Computing Group, której założeniem jest stworzenie wiarygodnego środowiska uruchomieniowego oraz metod kontroli programów uruchamianych w tym środowisku. Komputer używający tej technologii będzie zawsze zachowywał się według określonych wcześniej wzorców, które będą narzucane przez sprzęt i oprogramowanie. Ma to być osiągnięte poprzez zaopatrywanie sprzętu w unikatowy klucz szyfrujący. Głównym zadaniem TC jest niedopuszczenie nieautoryzowanego kodu do wykonywania na komputerze. Autoryzacja ta realizowana jest podczas wstępnego bootowania komputera i jądra oraz może obejmować poszczególne aplikacje i skrypty. TC sama w sobie nie chroni przed atakami wykorzystującymi luki bezpieczeństwa w oprogramowaniu.
Zastosowania tej technologii można rozpatrywać w dwóch aspektach: wolności i bezpieczeństwa. Głównym powodem prac nad projektem jest chęć osiągnięcia znacznego wzrostu bezpieczeństwa systemów komputerowych, odbywa się to jednak kosztem wolności użytkownika, co powoduje, ze trusted computing jest technologią kontrowersyjną.